# Bentley Purchase
Sir William Bentley Purchase (* 31. Dezember 1890; † 27. September 1961 in Ipswich) war ein englischer Rechtsmediziner.

## Familie
Purchase war der einzige Sohn von Sir William Henry Purchase, einem Kaufmann und Importeur von Strohwaren aus Luton. Seine Mutter war die Tochter von Randall G. Vogan, dem Besitzer einer Mehlfabrik. 1924 heiratete er Beryl Chapman und hatte mit ihr einen Sohn und eine Tochter. Er starb als Folge eines Sturzes vom Dach, als er seine Fernsehantenne reparieren wollte.

## Beruflicher Werdegang
Purchase besuchte das Sidney Sussex College in Cambridge (B.A. 1911) und studierte anschließend Medizin am London Hospital Medical College (Graduierung 1914). Schon während des Medizinstudiums nahm er auch ein Jurastudium auf. Während des Ersten Weltkrieges diente er als Sanitätsoffizier bei der Royal Artillery in Frankreich. Nach Kriegsende setzte er sein Jurastudium fort und wurde 1919 Barrister im Inner Temple. Im folgenden Jahr erwarb er ein Diplom im Fach Öffentliches Gesundheitswesen (D.P.H.) und 1921 den Bachelor in Medizin. Kurz danach wurde Purchase zum stellvertretenden Coroner in East London ernannt. Parallel dazu war er 1924 bis 1930 als Rechtsanwalt tätig.
1930 wurde er als Nachfolger von Sir Walter Schröder zum Coroner – als einer von sechs in London – ernannt. Sein Amtsbezirk umfasste Nordlondon mit Finsbury, Hampstead, Holborn, Islington, St Pancras und der City of Westminster. 1956 kamen Bethnal Green, Paddington und Shoreditch hinzu; die Zahl der Coroner in London war inzwischen auf drei gesunken. 1958 trat Purchase als Londoner Coroner in den Ruhestand und übernahm das Coroner-Amt für Ipswich, seinen Wohnort.
Am Ende seiner Berufslaufbahn hatte Purchase etwa 20.000 Inquests (formelle Todesfallermittlungen) gehalten; allein in seinem letzten Londoner Amtsjahr wurden seiner Dienststelle 3672 Fälle von plötzlichem oder klärungsbedürftigem Tod gemeldet.

## Lehrtätigkeit
Dozent für forensische Medizin am University College Hospital, St. Thomas’s Hospital und Royal Free Hospital.

## Berühmte Fälle
Styllou Christofi, Sir Michael O’Dwyer, Alex de Antiquis, John Christie, Timothy Evans

## Operation Mincemeat
Purchase wurde im Zweiten Weltkrieg vom britischen Geheimdienst zu Rate gezogen, weil dieser für eine strategische Täuschungsoperation eine männliche Leiche benötigte. Purchase erklärte sich zur Hilfe bereit, nachdem man ihm zu verstehen gegeben hatte, der Plan sei von Premierminister Winston Churchill gebilligt. Purchase fand unter den Todesfällen seines Amtsbezirks eine passende Leiche, und das Vorhaben wurde unter der Codebezeichnung Operation Mincemeat erfolgreich durchgeführt.

## Inquests in Pentonville
Das Londoner Pentonville-Gefängnis lag in Purchases Zuständigkeitsbereich; damit hatte er auch den Inquest für die dort Hingerichteten zu halten. Er veranlasste gleich zu Beginn seiner Tätigkeit als Coroner, dass nach jeder Exekution eine vollständige Autopsie vorgenommen wurde.

## Veröffentlichungen
Purchase bearbeitete die achte und (zusammen mit Henry Woods Wollaston) die neunte Auflage des juristischen Standardwerks über das Coroner-Amt („Jervis's Office and Duties of Coroners“), ferner „Law of Affiliation and Bastardy“ von Guy Lushington, schrieb das Studenten-Lehrbuch „Aids to Forensic Medicine and Toxicology“ und zusammen mit Francis Edward Camps „Practical Forensic Medicine“.

## Ehrungen
1917 Military Cross, 1921 serbischer Orden des Weißen Adlers, 1949 Commander des Order of the British Empire, 1958 zum Knight Bachelor geschlagen.